# 沙特阿拉伯—伊拉克中立区

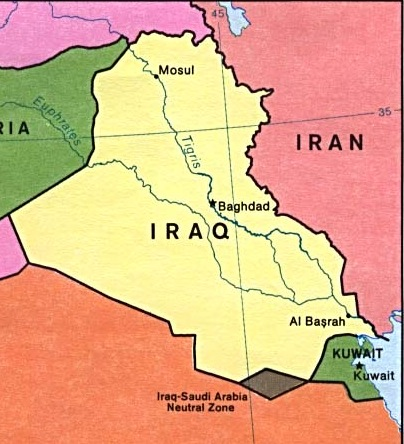
沙特阿拉伯—伊拉克中立区地图（图中棕色区域）

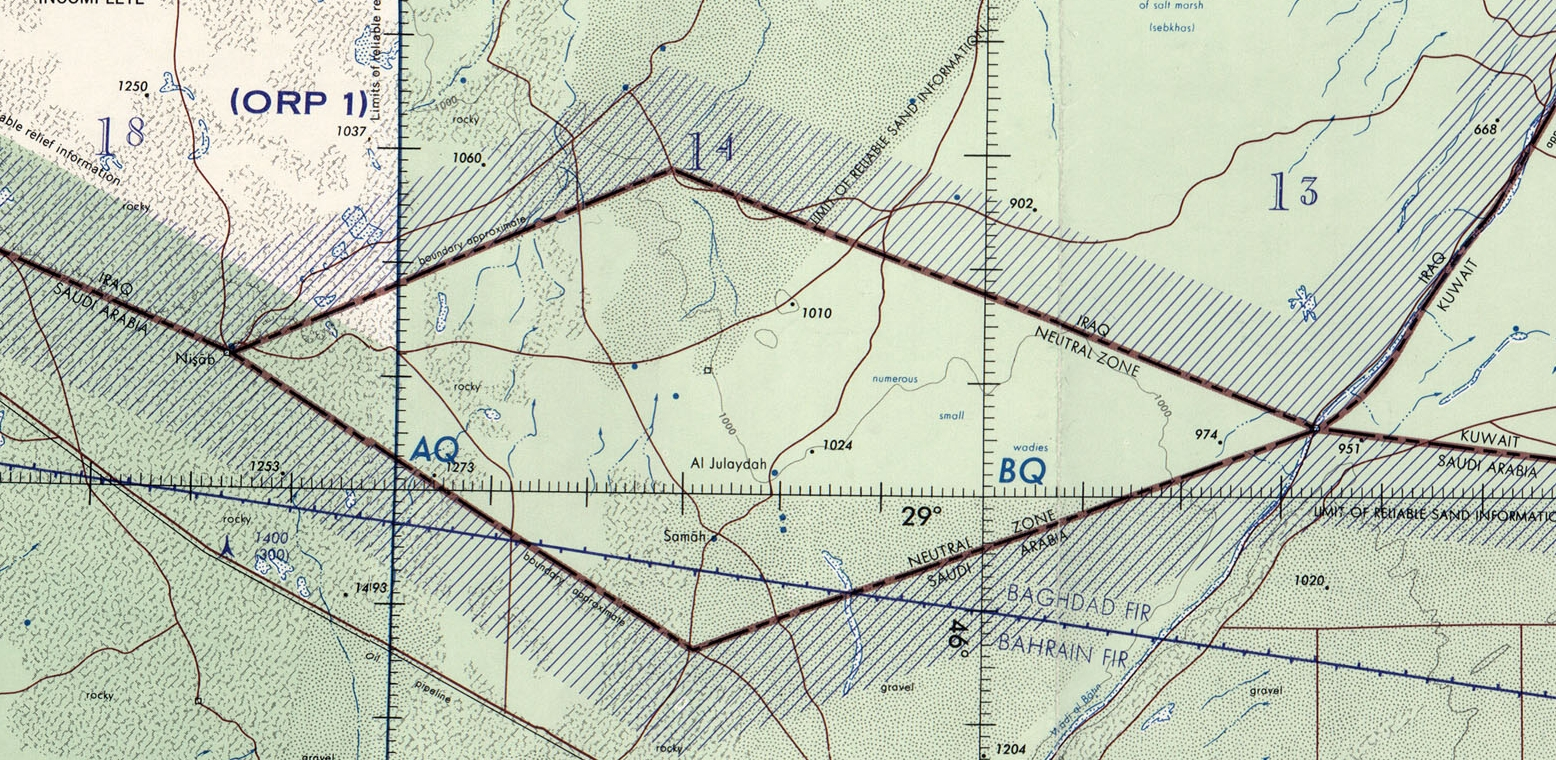
沙伊中立区地形圖

沙特阿拉伯－伊拉克中立区，为一个已经不再存在的地区，原位于沙特阿拉伯、伊拉克两国边界处，总面积7044平方公里。
早先，沙特伊拉克两国领土边界未完全划定。1922年12月2日，两国在边界地区划定一菱形区域，该区域为中立地带，沙、伊两国不得在该区域修建军事设施等建筑物。
1975年，沙伊两国达成协议，决定均分该中立区。1981年12月26日，正式启动均分中立区，至1982年7月30日，沙伊中立区正式划分完毕，沙伊两国边界划分争议得以解决。